# 303 Josephina
Josephina (asteroide 303) é um asteroide da cintura principal com um diâmetro de 99,29 quilómetros, a 2,9055541 UA. Possui uma excentricidade de 0,0687616 e um período orbital de 2 013 dias (5,52 anos).
Josephina tem uma velocidade orbital média de 16,86198518 km/s e uma inclinação de 6,87759º.
Esse asteroide foi descoberto em 12 de Fevereiro de 1891 por Elia Millosevich.